# Quille (bateau)
Pour les articles homonymes, voir Quille.

Quille longue

La quille est la partie la plus basse d'un bateau. Cependant, ce mot a différentes significations suivant le type de bateau considéré :
- Au sens général, la quille est la partie axiale inférieure de la coque, au sens géométrique ; on parle aussi de ligne de quille si cette définition ne correspond à aucune pièce de charpente.
- Dans la marine à voile, la quille est la pièce de charpente de base à partir de laquelle la coque est construite.
- Sur les coques métalliques actuelles, la quille peut être verticale (« quille massive ») soit horizontale (« quille plate »), auquel cas elle est raidie par une pièce verticale, la carlingue.
- Sur un voilier moderne, on appelle aileron de quille l'appendice vertical fixe placé sous la coque afin de placer le lest et de servir de plan antidérive. Lorsque cet appendice est amovible et dépourvu de lest, il est appelé dérive.

## Origine
Dans les navires en bois, la quille est la pièce maîtresse de la charpente, supportant d'une part les couples de la membrure verticale, ces derniers recevant le bordage (externe) et le vaigrage (interne) du navire, d'autre part les pieds de mâts et des principales pièces destinées à supporter le gréement fixé sur le pont. La quille est prolongée à l'avant par l'étrave et à l'arrière par l'étambot.
L'invention de la quille est très ancienne, les navires égyptiens du temps des pharaons en comprenaient déjà une, et a permis une augmentation notable de la taille des navires.
Le terme est souvent utilisé aujourd'hui à tort pour désigner ce qui est en général soit une dérive, soit un lest, soit les deux à la fois. Dans les navires modernes, lorsqu'ils possèdent une quille, celle-ci n'est généralement pas visible, mais dissimulée par la coque et en assure la tenue mécanique.
Le mot est issu du norrois kjölr (pluriel kilir) via le normand quille attesté au XIVe siècle dans Le Compte du clos des galées de Rouen,. La plupart des termes de marine anciens sont issus également du norrois, par l'intermédiaire du normand.  Sur le Clos des galées de Rouen ou la tradition méditerranéenne (à carvel, de type membrure première) coexiste avec la tradition normande (à clins, de type bordé premier), le terme carennne est aussi présent, de même signification, mais de provenance méditerranéenne.

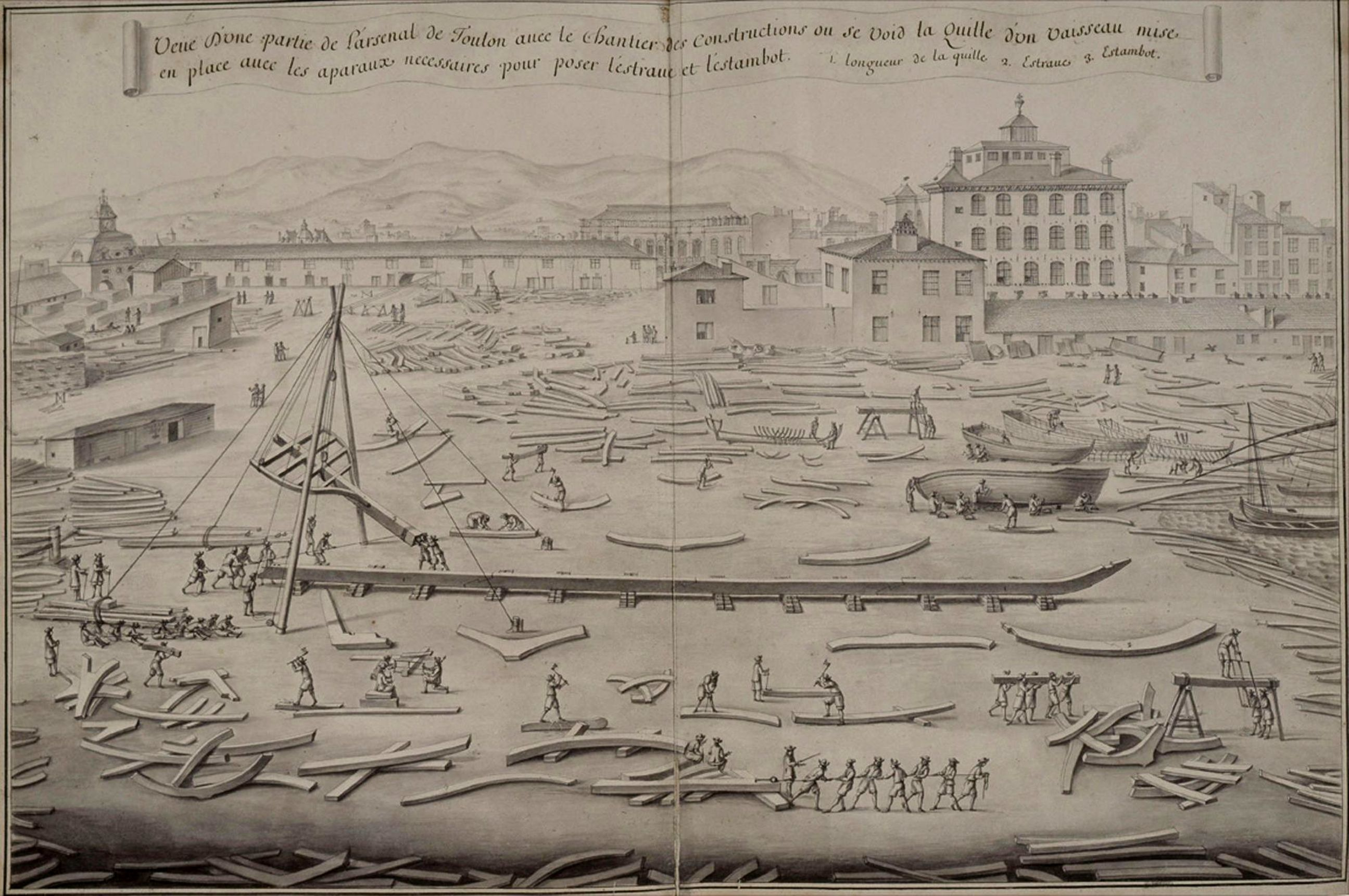
L'arsenal de Toulon vers 1670. Une quille d'assemblage à trait de Jupiter sur ses tins, prolongée à la proue par le brion ou ringeot, mise en place de la poupe (étambot et arcasse) au moyen d'une chèvre à haubans (bigues et apparaux). L'étrave gît à proximité de la proue.

Les quilles – longs éléments quasi-rectilignes sur lequel vient se raccrocher la membrure – sont d'assemblage, c'est-à-dire constitués d'élément plus petits assemblés en bout (au XVIIIe siècle, pour un vaisseau de première classe, les pièces de la quille pouvaient toutefois pouvaient atteindre entre 30 et 40 pieds (entre 9,75 et 13 m) de longueur, et leur équarrissage 20 pouces (54,2 cm) sur 18 pouces (48,8 cm)). Les quilles des navires romains qui ont été retrouvées étaient d'assemblage à mi-bois « à trait de Jupiter »; certains assemblages ne pouvaient se passer de boulonnage pour tenir, mais certains assemblages, atteignant des sommets de complexité spectaculaires, pouvaient s'en passer. L'assemblage trouvé sur une épave du Port de Monaco présente pas moins de trente plans de frottement communs aux deux pièces d'assemblage. Dans ces assemblages, les pièces se trouvaient emboîtées et bloquées l'une dans l'autre par une clef ; elle-même bloquée par une cheville. Dans la marine en bois à partir du XVIIe siècle les assemblages de quille, appelés « écart de quille » étaient plus souvent de simples assemblages en sifflet boulonnés. L’écart du brion le lieu de la jonction du brion avec l'étrave était lui plus soigné.

## Aileron de quille ouquille

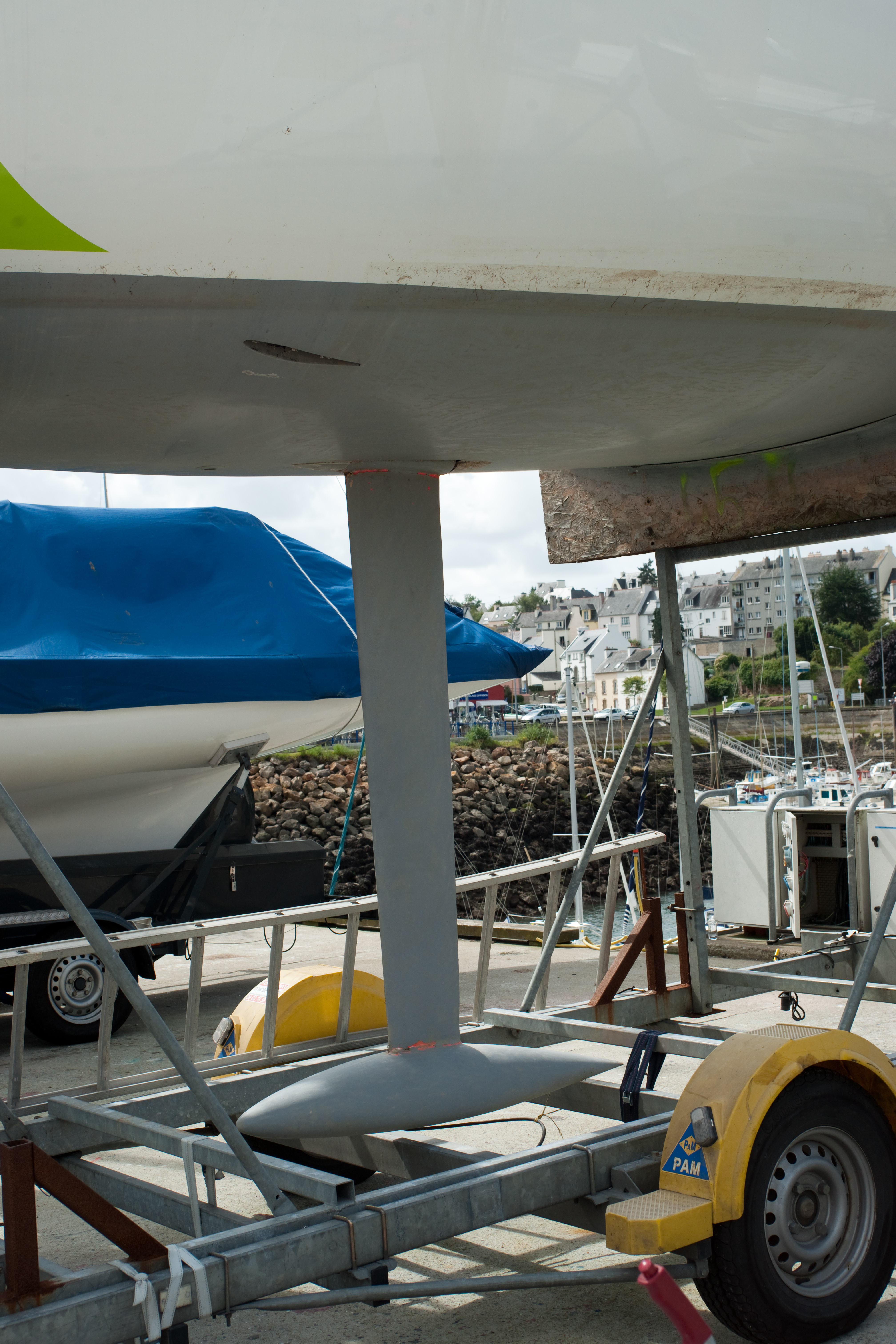
Quille à bulbe lesté

La quille d'un voilier monocoque désigne la partie la plus basse du navire dit quillard. Elle sert de plan anti-dérive et porte généralement un lest . Ce lest est généralement disposé en partie basse de la quille pour descendre le centre de gravité général et augmenter la  stabilité transversale (moment de redressement), dite aussi "raideur à la toile".
Les multicoques, tels que les catamarans, praos ou trimarans, ne possèdent pas de quille lestée. Ces navires dépendent de leur largeur pour assurer leur stabilité.  Comme les autres voiliers, ils ont besoin d'une surface latérale suffisante pour leur permettre de remonter au vent; pour cela ils ont soit des sections en V très profond comme certains catamarans de plage, soit des dérives, rétractables ou pivotantes, soit de petits ailerons fixes.

## Quille relevable
La quille de certains bateaux peut pivoter ou être remontée à la verticale : elle est relevable. Ceci permet de diminuer le tirant d’eau lorsque le bateau est à l’arrêt. L’intérêt est de pouvoir mouiller l’ancre à un endroit où, à marée basse, il n’y aurait pas assez d’eau pour le bateau si sa quille était fixe.

## Quille pendulaire
Avec l'édition 2016 du Vendée Globe, les performances de monocoques de 60 pieds sont redevenues d'actualité. Une vitesse élevée suppose à la fois légèreté et raideur à la toile (aptitude à porter une grande surface de voilure), qualités difficiles à obtenir avec un monocoque. Un appendice spécifique qui permet d'atteindre cet objectif est la quille pendulaire, appelée aussi quille basculante.
La quille pendulaire est un plan antidérive, disposé sous la coque du bateau et lesté à son extrémité, qui oscille tel un pendule,. Grâce à la masse de son bulbe lesté, la quille, une fois relevée au vent, apporte un grand moment de redressement pour un poids minimal.
Pour pouvoir participer au Vendée Globe, les voiliers de 60 pieds doivent satisfaire un ensemble de règles fixées par la jauge IMOCA60. En ce qui concerne la quille, la jauge IMOCA60 impose, entre autres, qu'elle soit pendulaire et que l'angle de stabilité critique (AVS pour Angle of Vanishing Stability en anglais), qui est l'angle à partir duquel le bateau chavire, soit supérieur à 127,5°, qui serait l'angle maximal obtenu avec une quille fixe. De plus, le critère de stabilité demandé doit être satisfait pour un angle de basculement de la quille inférieur à 38°.
Par rapport à une quille fixe, la quille pendulaire repousse les limites de chavirage, en augmentant l'AVS, et rend le bateau plus raide à la toile.